# Пашково (Земетчинський район)
Пашко́во (рос. Пашково) — селище у складі Земетчинського району Пензенської області, Росія.
Населення — 1433 особи (2010; 1810 у 2002).
Національний склад станом на 2002 рік:
- росіяни — 96 %